# Seattle King Street
Seattle King Street – stacja kolejowa w Seattle, w stanie Waszyngton, w Stanach Zjednoczonych. Położona jest pomiędzy ulicami S. King i S. Jackson Street i 2 i 4 aleją w sąsiedztwie Pioneer Square, na południe od centrum. King Street Station został dodany do Krajowego Rejestru Miejsc Historycznych w 1973 roku.
Stacja jest obsługiwana przez Amtrak Cascades, Empire Builder oraz Coast Starlight i pociągi podmiejskie Sounder. W 2008 liczba pasażerów pociągów Amtrak wyniosła 774 421. Przez pierwsze 9 miesięcy 2006 r., z usług Sounder skorzystało 1,2 mln pasażerów na King Street Station.